# Andrej Lopatin
Andrej Michajlovič Lopatin (in russo Андрей Михайлович Лопатин?; Mosca, 27 agosto 1998) è un cestista russo.

## Palmarès
- VTB United League: 2

CSKA Mosca: 2018-19, 2020-21
- Supercoppa VTB United League: 1

CSKA Mosca: 2021
- Eurolega: 1

CSKA Mosca: 2018-19